# 北歐器具
北歐器具（英語：Nordic Ware）或稱北歐鋁製品公司，是一家總部設於美國明尼阿波利斯聖路易斯公園郊區的公司。在1950年代初，美國引進了圓環平底鍋。
1946年由戴維·達奎斯特（創辦人亨利·戴維和多蘿西·達奎斯特的兒子）創立，並於1950年與他的妻子多蘿西、他的兄弟麥克·S·達奎斯特以及他們的朋友唐納德·尼格恩，將該商標命名為“圓環”（Bundt）。北歐器具仍然是由家族擁有經營權，戴維·達奎斯特是最早的公司總裁。
除了圓環平底鍋外，北歐器具在炊具和烤盤方面也是個開拓者。他們推出了專利的“微笑環行”（Micro-Go-Round）產品，或稱“自動食物旋轉器”。
北歐器具在美國北部銷售了7,000多萬套器具。為慶祝公司成立六十週年，公司11月15日指定為“圓環國民日”。該公司每年也舉辦一場“橫跨包美國”比賽來慶祝最好的圓環蛋糕作品，以及每月舉辦兩次烹飪課程；每場比賽只有24人，星期二晚上6點30分至8點30分舉行。
北歐器具是少數幾間在美國生產大部份的炊具和烤盤公司之一，並向50個國家提供產品。他們只有三件物品不符合國際運輸資格：麵包師傅的喜悅烹飪噴霧、圓環蛋糕攪拌機和吸菸水壺。

## 所在地
在他們的明尼阿波利斯總部和製造工廠，北歐器具品牌被畫在靠近明尼蘇達州立公路100號和明尼蘇達州立高速公路7號交匯處的鉤棍─哈格琳實驗混凝土穀物電梯上面。糧食電梯是美國第一個在世界上成為钢筋混凝土圓形電梯的公司。在北歐器具之前，糧食電梯為木材公司簽署了標誌，直至北歐器具購買土地並投資40,000美元擴大恢復項目。

## 外部連結
- 官方网站
- Australian distributor（页面存档备份，存于）
- European distributor